# 格雷街

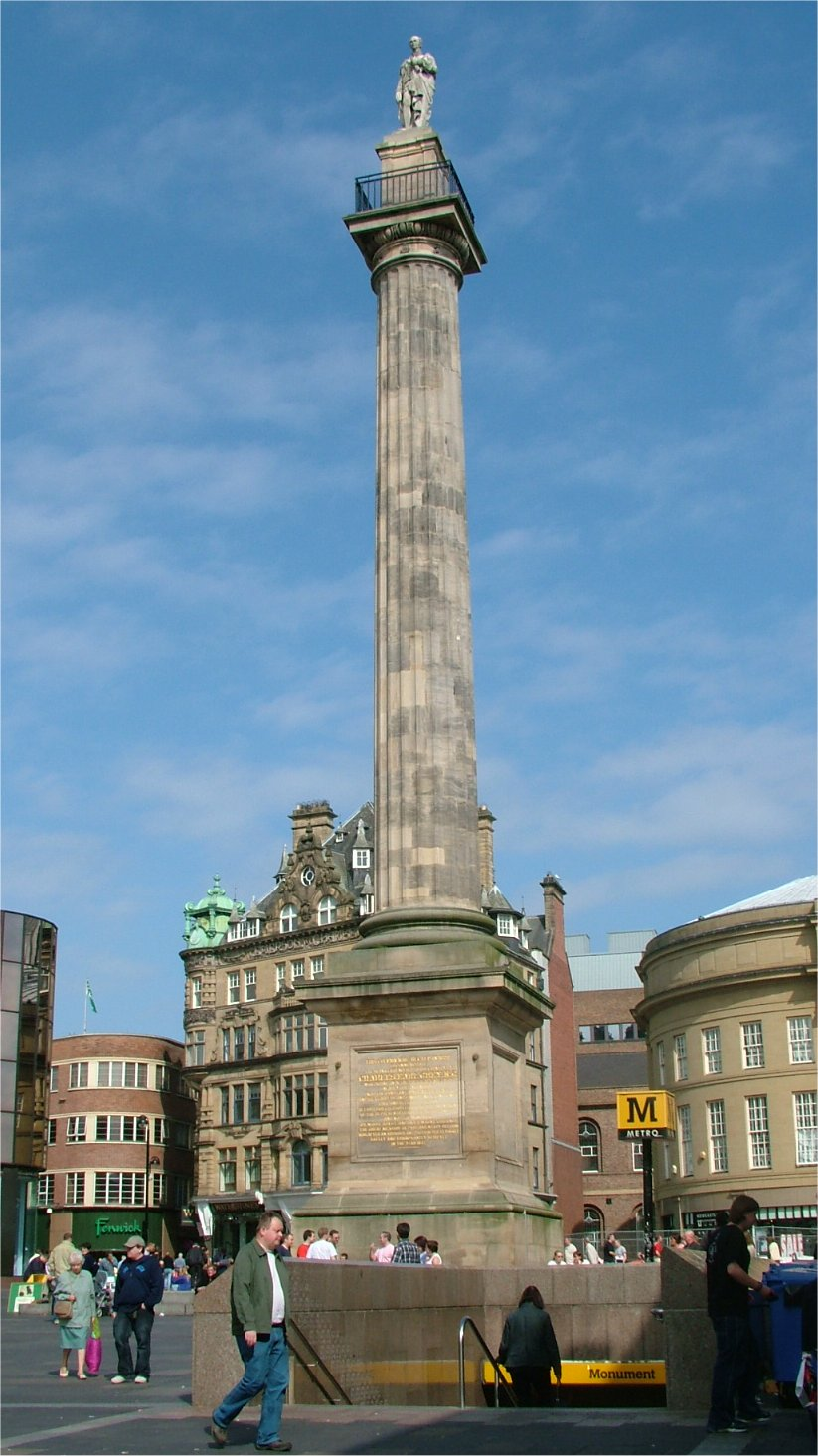
格雷纪念柱

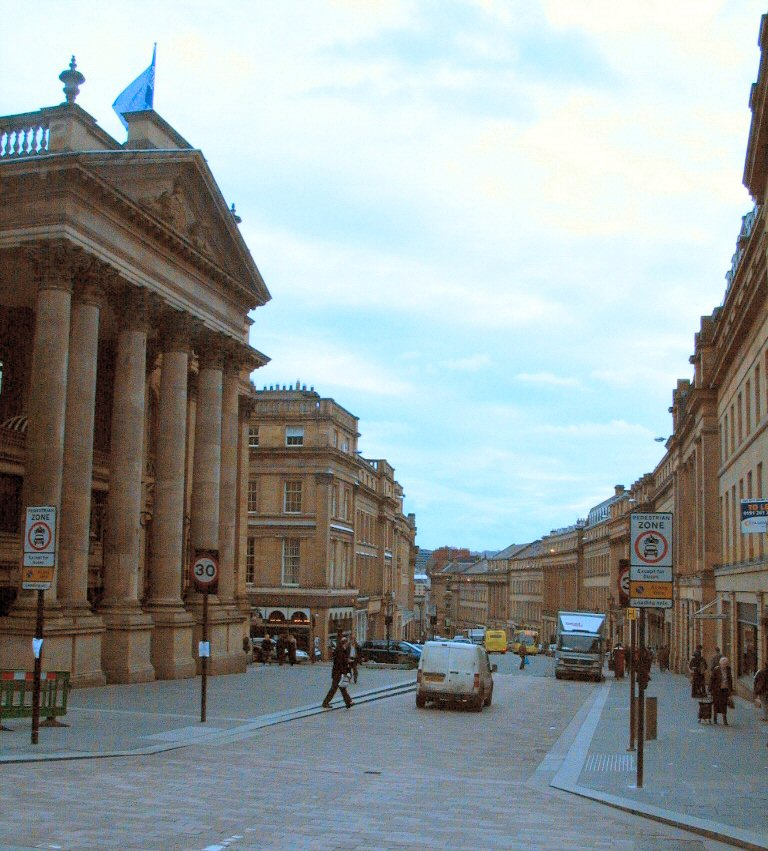
格雷街皇家剧院

格雷街（Grainger Town）是英格兰东北部城市泰恩河畔纽卡斯尔核心区域的一条著名街道，是由理查德·格兰杰在约翰·多布森等几位建筑师的帮助下，建于19世纪30年代。这条街南起格雷纪念柱；整个街道的西侧是由格兰杰事务所的两位建筑师，约翰·沃德尔和乔治·沃克设计。沿街有皇家剧院、纪念碑地铁站南入口和中央商场（Central Arcade）。这条街以乔治式建筑著称，于2010年被BBC Radio 4评为“英国最美街道”。

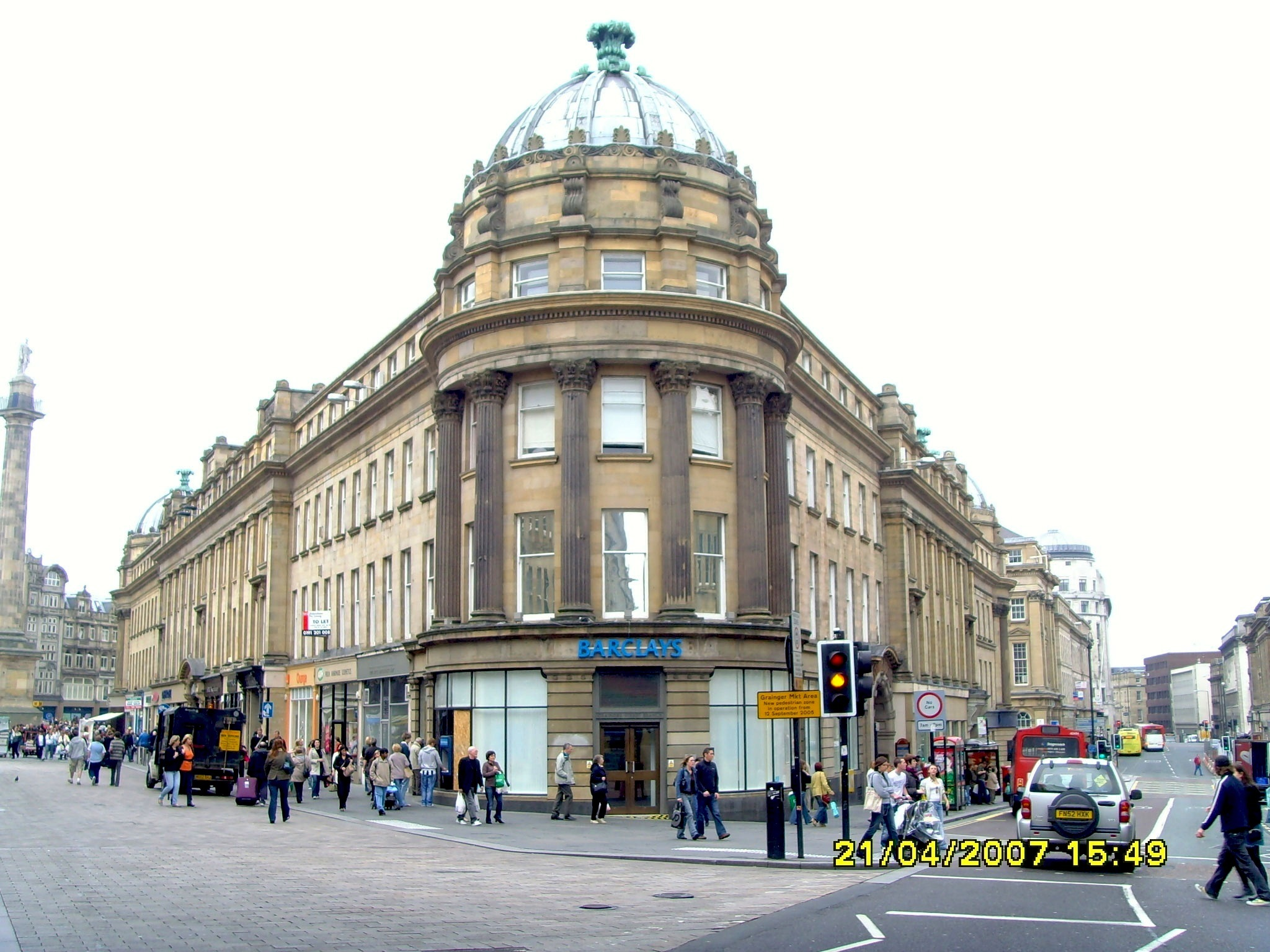
中央商场（Central Arcade）

约翰·贝奇曼爵士说：
至于格雷街的曲线，我一辈子也忘不了它的完美，在车流稀少的星期天早晨。甚至摄政街，甚至古老的伦敦摄政街，也不能与它微妙的曲线进行比较。